# Heteropoda kandiana
Heteropoda kandiana este o specie de păianjeni din genul Heteropoda, familia Sparassidae, descrisă de Pocock, 1899. Conform Catalogue of Life specia Heteropoda kandiana nu are subspecii cunoscute.